# Tithorea
Tithorea (лат.) — род бабочек из семейства нимфалид (Nymphalidae) и подсемейства данаид (Danainae). Виды этого рода встречаются в Южной и Центральной Америках.

## Виды
- Tithorea harmonia (Cramer, 1777) — южная Америка за исключением Аргентины
- Tithorea pacifica Willmott & Lamas, 2004 — Колумбия, Эквадор и Панама
- Tithorea tarricina Hewitson, 1858 — от Мексики до Колумбии, Венесуэла, Перу и Эквадор